# 9561 van Eyck
9561 van Eyck eller 1987 QT1 är en asteroid i huvudbältet som upptäcktes den 19 augusti 1987 av den belgiske astronomen Eric W. Elst vid La Silla-observatoriet. Den är uppkallad efter konstnären Jan van Eyck.
Asteroiden har en diameter på ungefär 4 kilometer.